# NGC 2462
NGC 2462 (również PGC 22259) – galaktyka spiralna (S), znajdująca się w gwiazdozbiorze Rysia. Odkrył ją 20 lutego 1851 roku Bindon Stoney – asystent Williama Parsonsa.